# Еволюція фізики
Еволюція фізики: розвиток ідей від примітивних концепцій до теорії відносності і кванту (The Evolution of Physics: The Growth of Ideas from Early Concepts to Relativity and Quanta) — науково-популярна книга, написана Альбертом Айнштайном і Леопольдом Інфельдом і опублікована в 1938 році у видавництві Кембриджського університету.

## Історія
Айнштейн погодився написати книгу частково як спосіб допомогти Інфельду фінансово. Інфельд спочатку недовгий час співпрацював з Максом Борном у Кембриджі, а потім переїхав до Прінстона, де працював в Інституті перспективних досліджень разом з Айнштайном, який марно намагався влаштувати його на постійну роботу. Тоді Інфельд задумав написати разом з Айнштайном популярну книгу з історії фізики, а потім поділитися правами, будучи впевненим в успіху книги. Коли він запропонував цю ідею Айнштайну, Інфельд зустрівся з готовністю свого колеги, який прокоментував: "Ця ідея зовсім не дурна. Зовсім не дурна. Ми це зробимо". Пізніше книга була видана видавництвом Simon & Schuster. 

## Зміст
Книга складається з чотирьох розділів: "Розквіт механічного погляду", "Занепад механічного погляду", "Поле, відносність" і "Кванти".
У третьому розділі ("Поле, відносність") розглядаються силові лінії, починаючи з гравітаційних полів (тобто фізичної сукупності сил), переходячи до описів електричних і магнітних полів. Автори пояснюють, що вони намагаються "перекласти знайомі факти з мови рідин ... на нову мову полів". Вони стверджують, що експерименти Фарадея, Максвелла і Герца привели до сучасної фізики. Вони описують, як "зміна електричного поля, викликана рухом заряду, завжди супроводжується магнітним полем". 
- Два стовпи теорії поля (стор. 142-148)
- Реальність поля (стор. 148-156)
- Поле і ефір (стор. 156-160)
- Механічний каркас (стор. 160-171)
- Ефір і рух (стор. 172-186)
- Час, відстань, відносність (с. 186-202)
- Відносність і механіка (с. 202-209)
- Просторово-часовий континуум (стор. 209-220)
- Загальна теорія відносності (с. 220-226).